# タジョン・ブキャナン
- テイジョン・ブキャナン

タジョン・トレヴァー・ブキャナン（Tajon Trevor Buchanan, 1999年2月8日 - ）は、カナダ・オンタリオ州ブランプトン出身のサッカー選手。ラ・リーガ・ビジャレアルCF所属。カナダ代表。ポジションはMF。

## 経歴
地元オンタリオ州のクラブチームでユース時代を過ごし、2014年に渡米。アメリカ合衆国サッカー連盟が運営するアカデミーを経て2017年にシラキュース大学に進学。2年間プレーし33試合出場12ゴール6アシストを記録。2019年にMLSスーパードラフトにエントリーを表明。1巡目9位でニューイングランド・レボリューションから指名された。同年3月9日のコロンバス・クルー戦でプロデビュー。2020年シーズンより先発に定着し、同シーズンは28試合3ゴールを記録。翌2021年シーズンも成績を伸ばし、同年のMLSオールスターゲームの出場メンバーにも選出。同年夏にはFCアウクスブルクが、ブキャナンの獲得を検討していると報じられた。
2021年8月24日、クラブ・ブルッヘと4年契約を締結。同年いっぱいはローン移籍の形でニューイングランド・レボリューションでプレーし、同年シーズンは自己最高の9ゴールを決め、MLSベストイレブンに選出。2022年1月より正式にクラブ・ブルッヘに加入。4月24日のロイヤル・アントワープFC戦で、移籍後初ゴールを決めた。
2024年1月5日、インテルナツィオナーレ・ミラノに移籍した。5月10日、フロジノーネ・カルチョ戦に途中出場し、72分に移籍後初ゴールを決めた。
2025年2月1日、ビジャレアルCFはブキャナンを買い取りオプション付きのレンタル移籍で獲得したことを発表した。

## 代表経歴
2021年3月に東京オリンピック出場権を賭けた北中米カリブ海予選に、U-23のカナダ代表で出場。グループリーグBで2位に入り準決勝に進出するもメキシコに敗れ、オリンピック出場はならず。同年6月に2022 FIFAワールドカップ・北中米カリブ海予選に向けてのフル代表に初招集。6日のアルバ戦で先発で起用され、フル代表デビューを果たし、試合も7-0で大勝。その後もカナダ代表は快進撃を見せ、2022年3月に1986年メキシコ大会以来の本大会出場が決定。ワールドカップ出場を決めた27日のジャマイカ戦では、前半44分にゴールを決め、本大会出場に花を添えた。

## 人物
- ブキャナンの一家はジャマイカにルーツを持つ[要出典]。

## 代表歴

### 出場大会
- カナダ代表
  - 2022 FIFAワールドカップ

### 試合数
- 国際Aマッチ 35試合 4得点（2021年-）[10]

| カナダ代表 | 国際Aマッチ | 国際Aマッチ |
| 年         | 出場        | 得点        |
| ---------- | ----------- | ----------- |
| 2021       | 16          | 3           |
| 2022       | 13          | 1           |
| 2023       | 6           | 0           |
| 2024       |             |             |
| 通算       | 35          | 4           |

## タイトル

### クラブ
インテル
- セリエA：2023-24
- スーペルコッパ・イタリアーナ：2024